# Bernsteinsäuredimethylester
Bernsteinsäuredimethylester ist eine chemische Verbindung aus der Gruppe der Carbonsäureester.

## Vorkommen
Bernsteinsäuredimethylester wurde in Filbert-Nüssen und Sternfrucht nachgewiesen.

## Gewinnung und Darstellung
Bernsteinsäuredimethylester kann durch Reaktion von Maleinsäureanhydrid mit Methanol zu Dimethylmaleat und dessen anschließende Hydrierung gewonnen werden. Die Verbindung kann auch durch direkte Veresterung von Bernsteinsäure mit Methanol in Benzollösung beim Kochen in Gegenwart von konzentrierter Schwefelsäure dargestellt werden.

## Eigenschaften
Bernsteinsäuredimethylester ist eine brennbare, schwer entzündbare, farblose Flüssigkeit mit süßlichem Geruch, die löslich in Wasser ist.

## Verwendung
Bernsteinsäuredimethylester wird als Aromastoff in der Lebensmittelindustrie verwendet. Die Verbindung hat ein breites Spektrum an industriellen Anwendungen wie funktionale Flüssigkeiten (offene Systeme), Zwischenprodukt, Lackadditiv, Pigmentlösemittel und Viskositätsregler. Sie kann auch zur Herstellung biologisch abbaubarer Polymere verwendet werden.